# Ray Gilbert
Ray Gilbert (* 5. September 1912 in Hartford, Connecticut; † 3. März 1976 in Los Angeles) war ein US-amerikanischer Songschreiber. Er gewann für den Song Zip-a-Dee-Doo-Dah, den er für Onkel Remus’ Wunderland (1946) zusammen mit Komponist Allie Wrubel schrieb, bei der Oscarverleihung 1948 einen Oscar.

## Leben
Nach der Schule schrieb Ray Gilbert zunächst für Sophie Tucker, Harry Richman und Buddy Rogers. 1939 kam er nach Hollywood, wo er einen Vertrag bei Walt Disney unterzeichnete. In dieser Zeit entstand der Song Zip-a-Dee-Doo-Dah für Onkel Remus’ Wunderland mit dem er 1948 einen Oscar sowie einen ASCAP Award erhielt.  Der Song wird bis heute in verschiedenen Filmen eingesetzt.
Er schrieb außerdem mehrere Songs für die Disney-Filme Drei Caballeros (1944), Make Mine Music (1946), Musik, Tanz und Rhythmus (1948) und Die Abenteuer von Ichabod und Taddäus Kröte (1949).
1962 heiratete er die Schauspielerin Janis Paige. Seine Tochter ist die Schauspielerin Joanne Gilbert.